# Treron australis
Treron australis é uma espécie de ave da família Columbidae.
Pode ser encontrada nos seguintes países: Comores, Madagáscar e Mayotte.
Os seus habitats naturais são: florestas secas tropicais ou subtropicais e florestas subtropicais ou tropicais húmidas de baixa altitude.